# Sân bay Kilaguni
Sân bay Kilaguni (IATA: ILU, ICAO: HKKL) là một sân bay ở Kilaguni, Kenya.

## Hãng hàng không và điểm đến
| Hãng hàng không     | Các điểm đến             |
| ------------------- | ------------------------ |
| Safarilink Aviation | Amboseli, Nairobi–Wilson |